# Nurtu-Nõlva
Nurtu-Nõlva est un village de la Commune de Märjamaa du Comté de Rapla en Estonie.